# Moon Landing (Modern Family)
Moon Landing é o décimo quarto episódio da primeira temporada da série Modern Family. O episódio foi exibido originalmente pela ABC no dia 3 de Fevereiro de 2010 nos EUA.

## Sinopse
A visita de um velha amiga deixa Claire se sentindo desconfortavel, Ela começa a pensar que sua amiga tem pena da vida que Claire tem; Mitchell tenta ajudar Gloria com algumas questões legais, mas não quer ofendê-la por ser latina e colocar a culpa nela, mas o problema é que a culpa é dela. Alex e Luke ficam em casa e só arrumam confusão com um rato e várias garrafas reciclaiveis. Cameron e Jay passam o dia juntos e têm um encontro um pocuo estranho no vestiário. Enquanto isso Phil muda o visual e usa bigode.

## Críticas
O episódio surpreendentemente teve maior audiência do que American Idol, com 9,194 milhões de espectadores e uma classificação Nielsen de 3.9/11. O episódio classificado 14 na classificação de 18-49, mas não conseguiu quebrar o top 20 na audiência total.
O episódio recebeu críticas favoráveis. Robert Canning da IGN deu ao episódio 8/10, dizendo que foi "impressionante" e "Se qualquer uma dessas linhas da história tivesse tido mais espaço dentro do episódio, o seu potencial cômico poderia ter sido melhor, embora as histórias faltassem um pouco de explicação, Modern Family ainda conseguiu uma decente quantidade de risos". Jason Hughes de TV Squad fez uma resenha positiva dizendo que "Às vezes me pergunto se eu pudesse escrever-se uma revisão de 'Modern Family', listando todos os grandes citações que saem deste show, linha por linha, este tem de sido um dos episódios mais inteligente da série na televisão hoje. Até o título do episódio, "Moon Landing" (Pouso na Lua), lembra um grande momento". Lesley Savage da Entertainment Weekly fez uma resenha positiva dizendo que "Phil Dunphy roubou a noite".